# Alain Giresse
Alain Jean Giresse, född 2 augusti 1952 i Langoiran, Frankrike, är en fransk före detta fotbollsspelare och -tränare.

## Spelarkarriär
Den kortväxte (163 cm) Alain Giresse var en offensiv och målfarlig mittfältare som under 1980-talet firade stora framgångar med det franska landslaget tillsammans med Michel Platini, Jean Tigana och Luis Fernandez.
Giresse inledde karriären i FC Girondins de Bordeaux 1970, och kom att tillhöra klubben ända till 1986. Han gjorde 159 mål på 516 ligamatcher och är därmed klubbens bäste målskytt genom tiderna. Trots att han var mittfältare blev han Bordeaux' bäste målskytt fem gånger (1974, 1976, 1977, 1978 och 1980).
Landslagsdebuten skedde i en landskamp mot Polen i september 1974. Det skulle dock dröja till VM i Spanien 1982 innan han fick spela ett stort mästerskap. I VM i Spanien gjorde han två mål mot Nordirland, varav det ena på nick. I semifinalen mot Västtyskland sköt han 3–1-målet i förlängningen men västtyskarna kom tillbaka till 3–3 och vann sedan straffsparksläggningen, där Giresse satte den första straffen.
I en ligamatch mot Nantes i maj 1982 fick Giresse bära tröja nummer 1. Den ordinarie målvakten, jugoslaven Pantelic, hade blivit avstängd i ett år efter att ha attackerat en linjeman. Bordeaux protesterade genom att spela utan målvakt. Giresse spelade i tröja nummer 1, dock utan att inneha rollen som målvakt. Detta utnyttjade Nantes, som till slut vann med 6–0. 1982 var även året då Giresse för första gången blev utsedd till Årets spelare i Frankrike. Denna utmärkelse fick han även 1983 och 1987.
1984 tog Giresse som 31-åring sitt första ligaguld med Bordeaux. Senare under sommaren samma år var han med om att föra landslaget till EM-guld på hemmaplan. Ytterligare ett ligaguld följde 1985, och sommaren 1986 spelade han sina sista landskamper då Frankrike tog brons vid VM i Mexiko. Totalt gjorde Giresse sex mål på 47 landskamper. Han avslutade karriären 1988 efter två säsonger i Olympique de Marseille, där han gjorde fem mål på 66 ligamatcher.

## Tränarkarriär
Efter spelarkarriären har Giresse varit tränare i Toulouse FC, Paris Saint-Germain och marockanska FAR Rabat. Våren 2004 tog han över som förbundskapten för Georgien men fick sparken i juli 2005.